# 李遵度
李遵度（1619年12月7日—17世紀），字式玉，號我玄，萬全都司龍門衛籍，陝西西安府同州韓城縣人，清朝政治人物。

## 生平
李遵度父親務農維生，他跟隨耕作卻不能勝任，看到鄰居讀書甚為喜歡，向父親請求就學，因此進入鄉學，他聰明過人，家貧缺乏紙筆就拿窗紙寫字，數年後學問大進，補為縣庠生，其後為選貢生，朝夕雖然只有一頓飯，但他能奮志揣摩，讀書餘暇時學習草書，能以左手揮灑自如；到順治二年（1645年）清朝定鼎，他打算到順天應考，可是欠缺路費躊躇未決，晚上夢見伽藍神說：「你今科必中舉。」醒後吿訴妻子，妻子脫下髮簪資助他，到榜發果然中舉人。順治三年（1646年），李遵度聯捷進士，先在吏部觀政，不久授浙江德清知縣，其時流寇充斥，他訓練義勇、完善兵甲，擒拿盜賊首領，而餘黨悉散去，為政五年訟簡刑清、地方寧靜，卻被嫉妒者中傷罷官，在家以詩文自娛，家庭和睦。

## 家族
曾祖李江；祖父李繼祥，知縣；父李崇遜，禮部儒士。

## 引用
1. 1 2  民國《龍關縣新志·卷十四·人物》：李遵度，字式玉，父業農，命以耕力弗能任，見鄰館讀書甚喜，請於父欲就學，因送之黨塾中，公穎悟過人，家貧紙筆乏貲試，破承以窗紙寫之，塾師與同儕講說即為傾聽，不數年學問大進，補邑庠生，復拔貢成均，方其下帷蕭寺，朝夕飯一盂，有古人畫粥之風，奮志揣摩，讀餘學草書，能以左手揮灑曲折盡致，歲乙酉值清定鼎之年，公年甫三十，欲赴順天試缺資斧，躊躇未決，夜夢伽藍神曰：「汝今科必售。」盍亟往醒以吿妻，妻脫簪珥資之，榜發果領鄉薦，丙戌成進士授浙江德清令，時寇盜充斥，乃練義勇繕甲兵，擒其渠魁而餘黨悉散，視事五載訟簡刑清地方謐，不意為忌者所中落職家居，惟日以詩文自娛，至其孝友性成，一堂雍睦，尤足為後學師表云。
2. 1 2  《順治三年丙戌科進士三代履歷》：李遵度，曾祖江；祖繼祥，明經，知縣；父崇遜，禮部儒士。我玄，書一房，己未十一月初二日生，龍門衛籍陝西韓城人，乙酉一百三十五名，會試二百三十七名，三甲一百七十五名，吏部觀政，授浙江德清知縣。